# David Bakeš
David Bakeš (* 2. August 1982 in Prag) ist ein ehemaliger tschechischer Snowboarder. Er startete im Snowboardcross und nahm an zwei Olympischen Winterspielen sowie vier Snowboard-Weltmeisterschaften teil.

## Werdegang
Bakeš, der für den Dukla Liberec startete, holte in der Saison 2006/07 in Serfaus seinen einzigen Sieg im Europacup und errang damit den dritten Platz in der Snowboardcross-Wertung. Zuvor siegte er im Februar 2006 bei den tschechischen Meisterschaften. Im Januar 2007 wurde er bei der Winter-Universiade 2007 in Bardonecchia Fünfter und kam bei den Snowboard-Weltmeisterschaften 2007 in Arosa auf den 36. Platz. Sein Debüt im Snowboard-Weltcup hatte er im folgenden Monat in Furano, welches er auf dem 42. Platz beendete. In der Saison 2007/08 erreichte er mit Platz acht in Sungwoo seine erste Top-Zehn-Platzierung im Weltcup und mit dem 20. Rang im Snowboardcross-Weltcup sein bestes Gesamtergebnis. In der folgenden Saison wurde er tschechischer Meister und bei der Winter-Universiade 2009 in Harbin erneut Fünfter. Nachdem Plätzen vier und zwei beim Australia New Zealand am Mount Hotham zu Beginn der Saison 2009/10, erreichte er mit Platz vier in Telluride seine beste Platzierung im Weltcup und zum Saisonende den 22. Rang im Snowboardcross-Weltcup. Bei seiner ersten Teilnahme an Olympischen Winterspielen im Februar 2010 in Vancouver fuhr er auf den 32. Platz. In den folgenden Jahren belegte er bei den Snowboard-Weltmeisterschaften 2011 in La Molina den 29. Platz, bei den Snowboard-Weltmeisterschaften 2013 im Stoneham den 31. Rang und bei den Olympischen Winterspielen 2014 in Sotschi den 25. Platz. In der Saison 2014/15 wurde er tschechischer Meister und fuhr bei den Snowboard-Weltmeisterschaften 2015 am Kreischberg auf den 36. Platz. Seinen 47. und damit letzten Weltcup absolvierte er im März 2015 in La Molina, welchen er auf dem 79. Platz beendete.

## Teilnahmen an Weltmeisterschaften und Olympischen Winterspielen

### Olympische Winterspiele
- 2010 Vancouver: 32. Platz Snowboardcross
- 2014 Sotschi: 25. Platz Snowboardcross

### Snowboard-Weltmeisterschaften
- 2007 Arosa: 36. Platz Snowboardcross
- 2011 La Molina: 29. Platz Snowboardcross
- 2013 Stoneham: 31. Platz Snowboardcross
- 2015 Kreischberg: 36. Platz Snowboardcross

## Weltcup-Gesamtplatzierungen
| Saison  | Gesamt | Gesamt | Snowboardcross | Snowboardcross |
| Saison  | Punkte | Platz  | Punkte         | Platz          |
| ------- | ------ | ------ | -------------- | -------------- |
| 2006/07 | 113    | 208.   | 113            | 43.            |
| 2007/08 | 1309   | 62.    | 1290           | 20.            |
| 2008/09 | 284    | 175.   | 284            | 45.            |
| 2009/10 | 891    | 82.    | 891            | 22.            |
| 2010/11 | –      | –      | 235            | 44.            |
| 2011/12 | –      | –      | 64             | 63.            |
| 2012/13 | –      | –      | 64             | 62.            |
| 2013/14 | –      | –      | 176            | 48.            |
| 2014/15 | –      | –      | 165            | 33.            |